# Генуэзская крепость (Феодосия)
Генуэ́зская кре́пость Ка́фа (итал. Caffa) — средневековые укрепления в городе Феодосия (Крым), построенные Генуэзской республикой в XIV веке для обороны своего крупнейшего владения в Крыму. Расположена на берегу Феодосийского залива в южной части города. В настоящее время историко-архитектурный заповедник «Генуэзская крепость Кафа». В Российской Федерации, контролирующей спорную территорию Крыма, является  объектом культурного наследия федерального значения; на Украине, в пределах признанных большинством государств — членов ООН
 границ которой находится спорная территория, — памятником культурного наследия национального значения. В отличие от других генуэзских крепостей Крыма открыта круглосуточно для свободного, бесплатного посещения.

## История
Крепость имела две линии укреплений: цитадель и внешнюю часть. Цитадель была возведена в 1340—1343 годах вокруг Карантинного холма, на крутых в сторону моря склонах, которые могли служить первичной преградой для врагов, достраивалась ещё в течение десяти лет. В 1343—1346 годах генуэзская крепость была осаждена ханом Джанибеком. Среди осаждающего крепость войска Золотой орды распространилась чума, и татары стали класть заражённые трупы на катапульты и забрасывать их через крепостные стены в город Кафу, что в дальнейшем привело к распространению чумы в Генуе и во всей Европе.
Цитадель построена из мраморовидного известняка на известковом растворе с тщательно затёртыми швами. Строительные материалы для крепости добывались обычно в местах выхода на поверхность скальных пород на склонах окружающих гор или со дна моря. Длина стен цитадели составляла 718 м, из которых сохранились 469 м. Стены достигали по высоте 11 м и 2 м в толщину. В середине XV века из 70 тысяч жителей Кафы (Феодосии) 45 тысяч были армяне.
Периметр наружных укреплений составлял почти 5,5 км и включал в себя более тридцати башен. Каждая башня имела собственное наименование либо по имени консула, при котором она была построена, либо одного из Римских пап. В плане городская крепость напоминала амфитеатр, сценой которого выступала Феодосийская бухта.
В цитадели размещались консульский дворец, казначейство, резиденция латинского епископа, здание суда с балконом для объявления консульских постановлений, конторы для проверки весов, склады и магазины особенно ценных товаров — драгоценных камней, меха, шелков.
В XIX веке большинство сооружений были разобраны. До настоящего времени сохранилась южная стена цитадели с двумя башнями (башня Святого Климента и башня Криско), часть западной стены, пилоны ворот, несколько башен в разных частях города (Доковая, Константина, Фомы, консула Джованни ди Скаффа). На территории, ближайшей к цитадели, также сохранились мост, турецкие бани и несколько армянских церквей:
- церковь Иоанна Предтечи (1348 год);
- церковь Святого Иоанна Богослова (XIV ст.);
- церковь Святого Георгия (XIV ст.);
- церковь Святого Стефана (развалины; XIV ст.).
- церковь Святого Димитрия

|                                                                                            |  |                            |  |                                                   |  |                                            |
| Доковая башня. Защищала восточную часть города и причал, служила морскими воротами города. |  | Башня святого Константина. |  | Остатки круглой башни консула Джованни ди Скаффа. |  | Внешняя линия фортификации крепости Каффа. |

|                                                                               |  | |
| Остатки крепостного рва, служившего также каналом для отвода ливневых стоков. |  | Башни Святого Климента и Криско, остатки крепостной стены и церковь Иоанна Предтечи. Башня Святого Климента защищала ворота цитадели и калитку. Башня Криско укрепляла среднюю часть восточной стены цитадели. |